# Frédéric II de Brandebourg-Ansbach

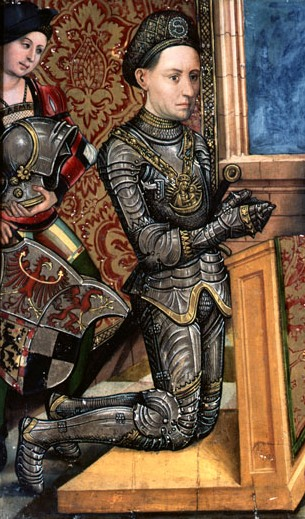
Frédéric II de Brandebourg-Ansbach.

Pour les articles homonymes, voir Frédéric II.
Frédéric II (8 mai 1460, Ansbach – 4 avril 1536, Ansbach) est margrave de Brandebourg-Ansbach de 1486 à 1515 et margrave de Brandebourg-Kulmbach de 1495 à 1515.

## Biographie
Frédéric II est le fils du margrave Albert III Achille de Brandebourg et d'Anne de Saxe. Il succède à son père comme margrave d'Ansbach en 1486. En 1495, il succéda à son frère Sigismond comme margrave de Brandebourg-Kulmbach.
Lors de la querelle de succession de Bavière, il cherche à faire annuler la mise au ban de l'empire d'Albert IV de Bavière. Mais comme Albert se décide finalement à restituer tous ses héritages, la paix est signée sans combat à Augsbourg en 1492.
Il est déposé et emprisonné par ses fils Casimir et Georges en 1515.

## Mariage et descendance
Le 14 février 1479, Frédéric II épouse à Francfort-sur-l'Oder Sophie Jagellon (1464-1512), fille du roi Casimir IV de Pologne. Dix-sept enfants sont nés de cette union :
- Élisabeth (1480-1480) ;
- Casimir (27 septembre 1481 – 21 septembre 1527), margrave de Brandebourg-Bayreuth ;
- Marguerite (10 janvier 1483 – 10 juillet 1532) ;
- Georges « le Pieux » (4 mars 1484 – 27 décembre 1543), margrave de Brandebourg-Ansbach ;
- Sophie (10 mars 1485 – 24 mai 1537), épouse en 1518 le duc Frédéric II de Legnica ;
- Anne (5 mai 1487 – 7 février 1539), épouse en 1518 le duc Venceslas II de Cieszyn ;
- Barbara (1488-1490) ;
- Albert (17 mai 1490 – 20 mars 1568), grand maître de l'ordre Teutonique, puis duc de Prusse ;
- Frédéric (13 juin 1491 – vers 1497) ;
- Jean (en) (9 janvier 1493 – 5 juillet 1525), vice-roi de Valence, épouse en 1519 Germaine de Foix, veuve du roi Ferdinand le Catholique ;
- Élisabeth (25 mars 1494 – 31 mai 1518), épouse en 1510 le margrave Ernest de Bade-Durlach ;
- Barbara (24 septembre 1495 – 23 septembre 1552), épouse en 1528 le landgrave Georges III de Leuchtenberg ;
- Frédéric (17 janvier 1497 – 20 août 1536), chanoine à Wurtzbourg et à Salzbourg ;
- Guillaume (30 juin 1498 – 4 février 1563), archevêque de Riga ;
- Jean-Albert (20 septembre 1499 – 17 mai 1550), archevêque de Magdebourg ;
- Frédéric-Albert (1501-1504) ;
- Gumprecht (16 juillet 1503 – 25 juin 1528), chanoine à Bamberg.